# 丙酮
丙酮（英語：acetone）也稱作二甲基酮，或称醋酮、木酮，是最简单的酮。化學式CH3COCH3。常温常压下為一種有薄荷气味的無色可燃液體。

## 物理化學性质
在常温下为无色透明液体，易挥发、易燃，有芳香气味。與水、甲醇、乙醇、乙醚、氯仿和吡啶等均能互溶，能溶解油、脂肪、树脂和橡胶等，也能溶解醋酸纖維素和硝酸纖維素，是一種重要的揮發性有機溶劑。

## 主要用途
最常見的用途是用作卸除指甲油的去光水，以及油漆的稀釋劑；同时可作为有机溶剂，应用于医药、油漆、塑膠、火药、树脂、橡胶、照相软片等行业。
在工業上應用於製造双酚A、甲基丙烯酸甲酯（MMA）、丙酮氰醇、甲基异丁基酮等产品，以及塑膠、纖維、藥物及其他化學物質。自然界中亦存在天然的丙酮，人體內也含有少量的丙酮。在建材方面，主要作为脂肪族减水剂的主要原料。
丙酮也可溶解乙炔，一体积的丙酮可以溶解多体积的乙炔，且随压力的增大溶解的量也增大(詳見：亨利定律)。

## 毒性与医学用途
对人体具有肝毒性，對於黏膜有一定的刺激性，吸入其蒸氣后可引起头痛，支气管炎等症状。如果大量吸入，还可能失去知覺。日常生活中主要用于脱脂，脱水，固定等等。在血液和尿液中為重要检测項目。
有些癌症患者尿样丙酮濃度会异常升高。采用低碳水化合物食物疗法减肥的人血液、尿液中的丙酮浓度也异常地高。

## 安全
丙酮与氯仿不应混合（特别是在碱性环境下），两者会发生剧烈的放热反应，若混合可能导致强烈爆炸。

## 制备方法
- 乾餾法

在異丙苯法尚未發明之前，早期丙酮多由乙酸鈣的乾餾製得。
- 发酵法

用丁醇酵母发酵可以获得丙酮。此法為第一次世界大戰期間，由哈伊姆·魏茨曼所發展，但不久就因產率極低而被放棄。
- 异丙苯氧化合成法

用石油工业产品异丙苯在硫酸的催化下可與氧氣反應產生丙酮及其副产物苯酚，该法产生的废品很少且價格低廉，故目前主要使用此法進行生產。
- 氧化異丙醇法

用重鉻酸鉀等氧化劑氧化異丙醇，生成丙酮。
- 水解丙炔法

水解丙炔可以製備丙酮，但需要硫酸汞催化。過程中會產生不穩定的烯醇，之後經過異構變成丙酮。

## 自然生成過程
人體每天會因為乙酰乙酸在人體內經歷脫羧反應而呼出數毫克的丙酮。而人體內也會通過酮體的脫羧作用產生少量的丙酮。但一些特定的飲食習慣，如長期禁食和高脂肪低碳水化合物飲食，也會加劇體內組織產生的丙酮並引起酮症。同時，包括酗酒和糖尿病等某些健康問題也可能導致酮酸中毒，即一種嚴重且無法控制的酮症。該症狀通常會導致血液酸度急劇升高，並有可能致命。
此外，丙酮作為發酵過程的副產品，也是釀酒行業的一個副產品。

### 代謝途徑
丙酮在人體內可通過兩種方式被代謝。一種是丙酮通過 CYP2E1 酶先轉化為丙酮醛，然後進一步轉化為D-乳酸和丙酮酸，最終產生葡萄糖。另一種途徑是丙酮通過丙二醇轉化為丙酮酸、乳酸、乙酸（這些通常被用於能量轉換）與丙醛。

## 應用
- 溶剂：例如卸除指甲油的去光水中的主要（或唯一）成份就是丙酮。也是实验室常备的洗涤用溶剂。也用于溶解毒品。
- 试剂：丙酮在合成上是一种C3合成子，可以用于有机合成。另外丙酮也是一种保护基前体，通过生成缩酮来保护1,2-二醇，或者1,3-二醇。
- 冷劑：丙酮與乾冰的混合物可當冷劑（攝氏−78度）。
- 製造爆裂物：伦敦爆炸案的始作俑者：丙酮与浓过氧化氢低温下合成的TATP是一种烈性炸药，摩擦即可爆炸，不产生火光，爆炸原理是瞬间产生大量气体。故作为制爆品被大部分政府管制。